# Tinea translucens
Tinea translucens is een vlinder uit de familie echte motten (Tineidae). De wetenschappelijke naam is voor het eerst geldig gepubliceerd in 1917 door Meyrick.
De soort komt voor in Europa.